# Montilliers
Montilliers ist eine französische Gemeinde mit 1.229 Einwohnern (Stand: 1. Januar 2022) im Département Maine-et-Loire in der Region Pays de la Loire. Sie gehört zum Arrondissement Cholet und ist Mitglied im Gemeindeverband Cholet Agglomération. Die Einwohner werden Monteglésiens und Montéglésiennes genannt.

## Geografie

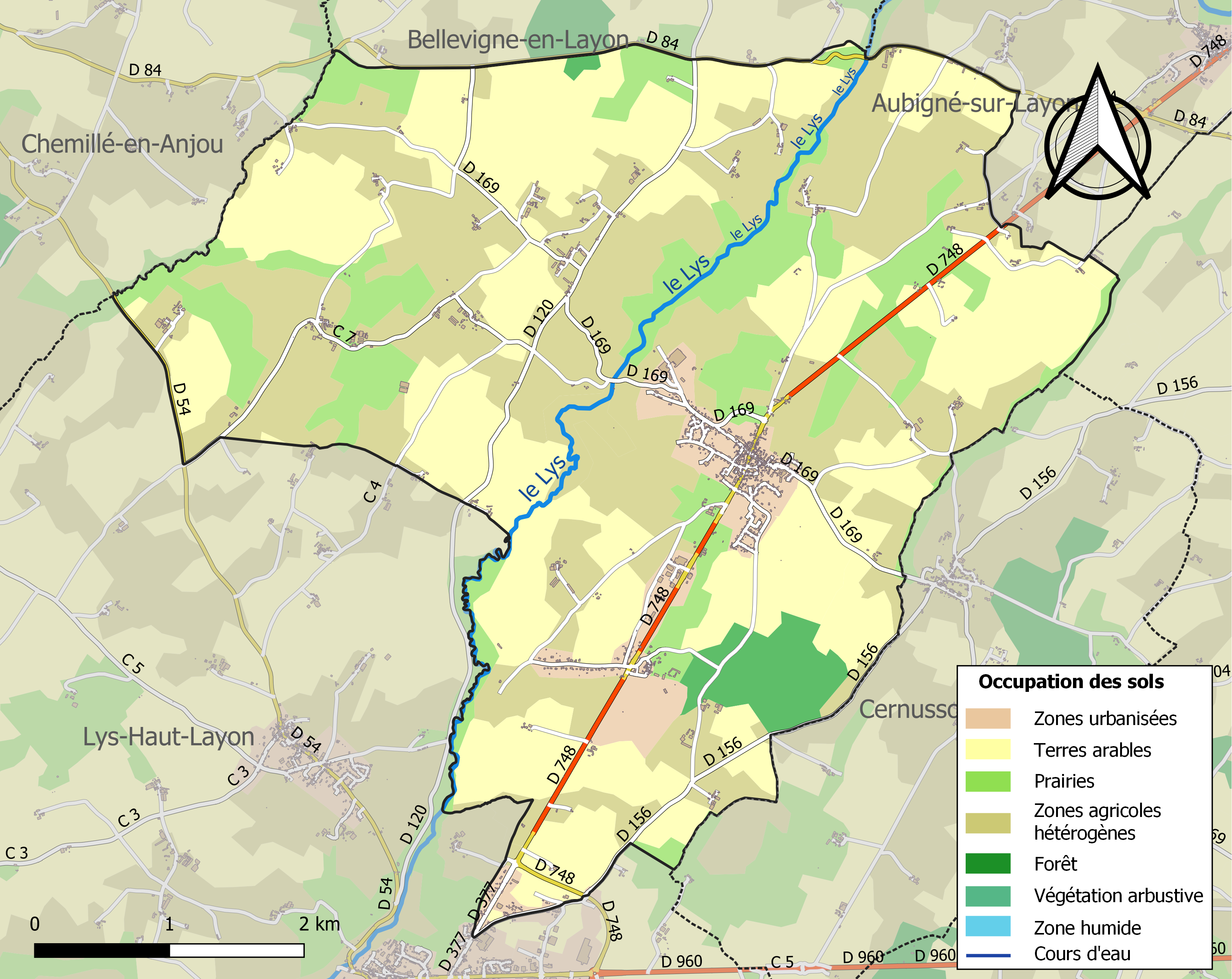
Bodennutzung und Infrastruktur der Gemeinde (2018)

Montilliers liegt etwa 32 Kilometer ostnordöstlich von Cholet und etwa 34 Kilometer westsüdwestlich von Saumur in der Région naturelle Mauges und historisch gesehen im Südwesten der Provinz Anjou. Die Gemeinde befindet sich im Einzugsgebiet der Loire auf etwa 95 m Höhe. Der Arcison, der Lys und der Coursipiet durchqueren das Gemeindegebiet quasi parallel von Südwest nach Nordost, der erstgenannte dabei die Gemeinde im Nordwesten begrenzend, der Lys zentral und der Coursipiet abschnittsweise den Südosten begrenzend. Außerdem wird die Gemeinde von den zeitweise trockenfallenden Ruisseau de Seneil im Südwesten und Ruisseau de Montgazon im Nordosten entwässert.
Etwa 92 % der Fläche der Gemeinde werden landwirtschaftlich genutzt, etwa 3 % sind bewaldet, der Anteil an bebauter Fläche beträgt etwa 4 %.
Umgeben wird Montilliers von den Nachbargemeinden Bellevigne-en-Layon mit Faveraye-Mâchelles im Norden, Aubigné-sur-Layon im Nordosten, Lys-Haut-Layon im  Osten, Süden und Westen, Cernusson im Südosten sowie Chemillé-en-Anjou mit Valanjou im Westen und Nordwesten.

## Bevölkerungsentwicklung
| Jahr                       | 1962 | 1968 | 1975 | 1982 | 1990 | 1999 | 2006 | 2013 | 2020 |
| Einwohner                  | 857  | 831  | 822  | 907  | 1086 | 1121 | 1147 | 1208 | 1220 |
| Quellen: Cassini und INSEE |      |      |      |      |      |      |      |      |      |

## Sehenswürdigkeiten
- Pfarrkirche Saint-Hilaire, zwischen 1905 und 1907 errichtet
- Kapelle Notre-Dame-de-Toutes-les-Aides aus dem frühen 17. Jahrhundert
- Ehemaliges Priorat der Benediktiner mit Ursprüngen aus dem 11./12. Jahrhundert
- Schloss Sainte-Emérance im Weiler La Gaucherie aux Dames, vermutlich aus dem 15. Jahrhundert
- Schloss Tirpoil mit Ursprüngen aus dem frühen 15. Jahrhundert
- Herrenhaus La Perrochère aus dem 15. Jahrhundert
- Herrenhaus Sainte-Catherine im Weiler Les Liardières mit Ursprüngen aus dem 12. Jahrhundert
- Haus des letzten Webers aus dem 18. Jahrhundert
- Windmühle im Weiler Moulin de la Cave aus dem 16. Jahrhundert

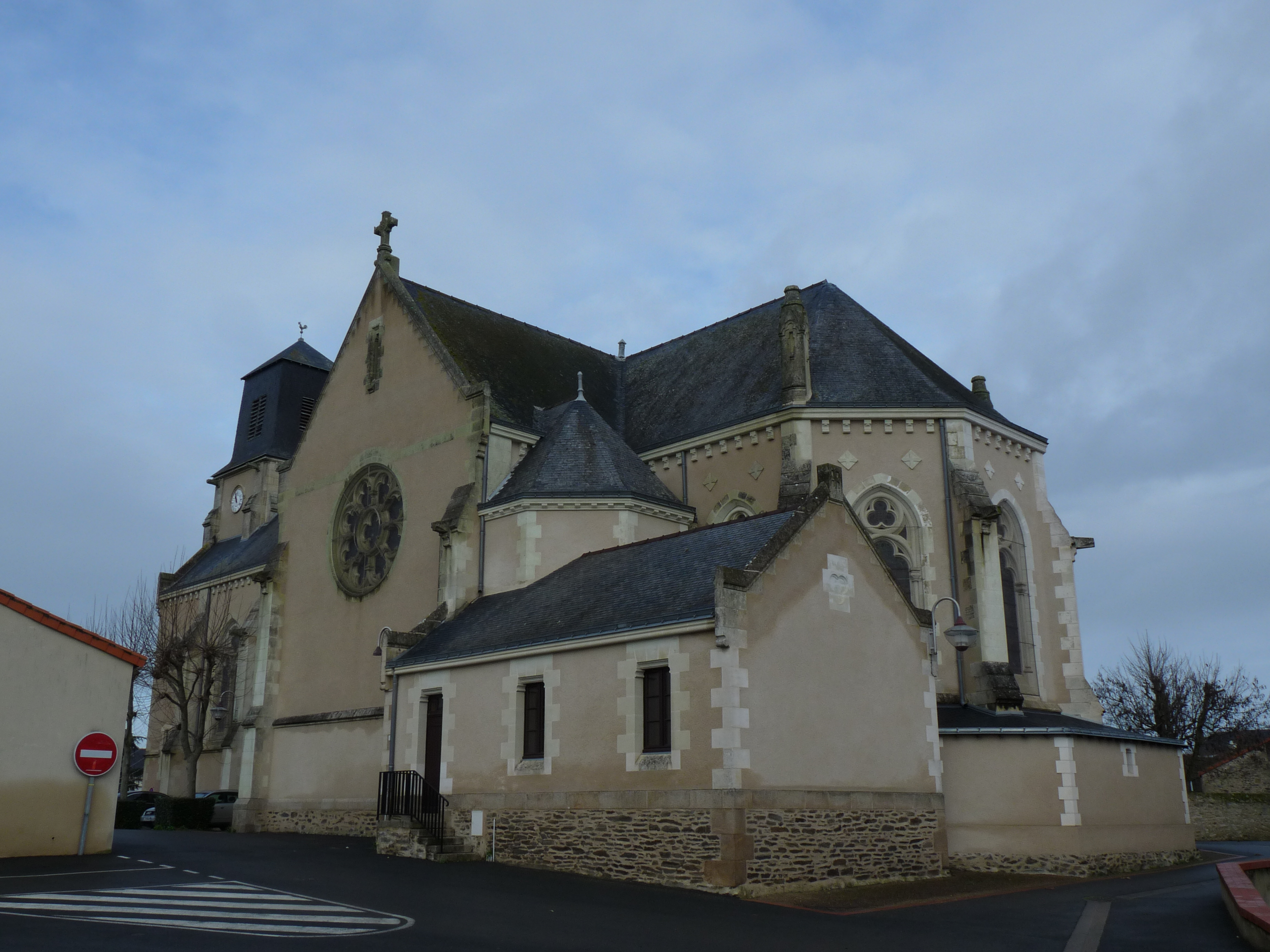
Pfarrkirche Saint-Hilaire
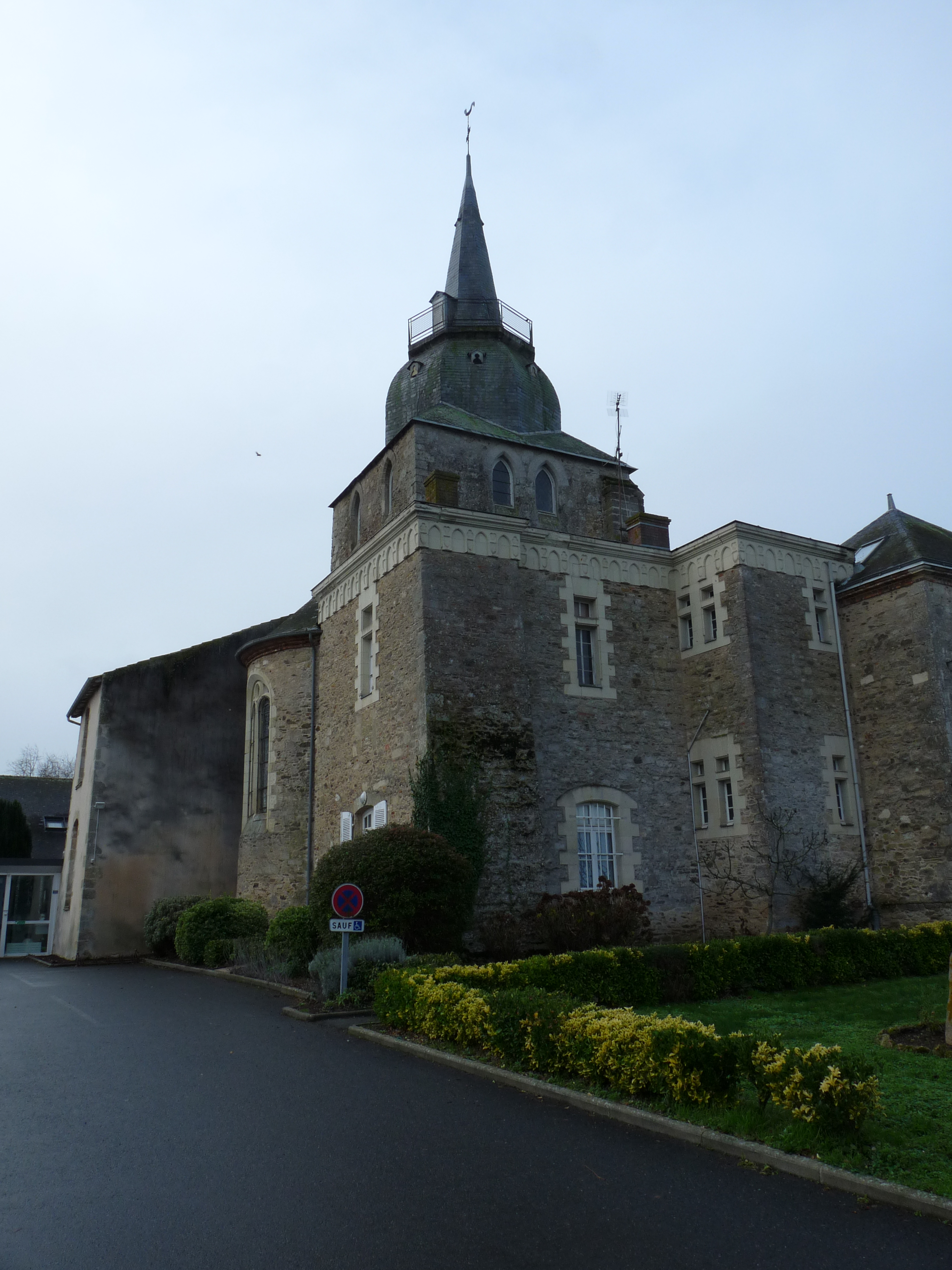
Ehemaliges Priorat der Benediktiner

## Weinbau
Die Reben in Montilliers gehören zum Weinbaugebiet Anjou.

## Verkehr
Die Departementsstraße D 748, die ehemalige Route nationale 748, Führt nach Angers über Aubigné-sur-Layon im Nordwesten und nach Lys-Haut-Layon im Südwesten. Weitere, nachgeordnete Departementsstraßen und lokale Landstraßen verbinden das Zentrum der Gemeinde mit den Weilern und anderen Nachbargemeinden.